# Џорџ Карлин
Џорџ Карлин (енгл. George Carlin; Њујорк, 12. мај 1937 — Санта Моника, 22. јун 2008) је био амерички комичар и критичар друштва. Често је говорио да родити се на планети Земљи значи купити карту за циркус наказа - а родити се у САД значи имати карту у првом реду. Освојио је пет Греми награда. Карлинов комичарски наступ који се бавио питањем „седам псовки“ је доспео пред Врховни суд САД, по питању цензуре у САД. Суд је са 5 према 4 донео одлуку да Влада САД може цензурисати „непристојан материјал“ на радио и ТВ медијима.
Сматра се једним од најважнијих и најутицајнијих станд-уп комичара свих времена, назван је „деканом комичара контракултуре”. Био је познат по мрачној комедији и размишљањима о политици, енглеском језику, психологији, религији и табу темама. Његова рутина „седам прљавих речи“ била је централна у предмету Врховног суда Сједињених Држава из 1978. ФКК против Фондације Пацифика, у којој су одлуком 5–4 потврђена овлашћења владе да цензурише непристојне материјале у јавном емитовању.
Први од 14 Карлинових станд-уп комедијских специјала за HBO снимљен је 1977. Од касних 1980-их, његове рутине су се фокусирале на социокултурну критику америчког друштва. Често је коментарисао америчка политичка питања и сатирисао америчку културу. Он је био чест извођач и гост у емисији The Tonight Show током тродеценијске ере Џониja Карсона и водио је прву епизоду Saturday Night Live 1975. године. Његов последњи комичарски специјал, It's Bad for Ya, снимљен је мање од четири месеца пре његове смрти од срчане инсуфицијенције. Године 2008, постхумно му је додељена Марк Твенова награда за амерички хумор. Године 2004, он је био пласиран је друго место на листи 10 најбољих америчких комичара Комеди централа. Магазин Ролинг Стоун га је 2017. године сврстао на друго место (иза Ричарда Пријора) на листи 50 најбољих станд-уп комичара свих времена.

## Инспирација
Инспирацију је често налазио тражећи необично у нечему наочиглед најобичнијем - у најсвакодневнијим активностима је примећивао изненађујуће појаве које остају непримећене.
Велик део његовог хумора је имао елемент шока. Ово је објаснио у интервјуу у емисији Крис Рок Шоу (28.11.1997): „Волим да узнемирим људе. Да видим где је њихова граница прихватљивог, да ту границу прекорачим и да их онда преведем преко те границе, а да им на крају буде драго што се то све десило."

## Критике
Карлин је пореклом Ирац и васпитан је у духу католицизма, али је био противник религије и исмевао ју је у свом наступу „Сви сте заражени“, где је тврдио да је уместо религије и Бога, обожавао Сунце, али да је на крају завршио са обожавањем Џоа Пешија (с којим је добар пријатељ у приватном животу). У наступу „Жаљење и кукање“ свео је десет Божјих заповести на две, а онда је додао још једну : „Задржаћеш своју религију за себе“.
Критиковао је многе аспекте америчког живота: опсесију безбедношћу, опсесију децом (родитељством), конзумеризам, огромне класне разлике, ратове које САД воде у свету (тврдећи да је то једино што умеју добро да ураде). Посебан акценат је стављао на црни хумор, тврдећи да ужива у природним катастрофама и самоубиствима.

## Наступи
Неки од његових најпознатијих наступа су:
- Карлин у Карнегију (1982, Carlin at Carnegie)
- Карлин у Кампусу (1984, Carlin on Campus)
- Наступ у Њујорку (1992, Jammin' in New York)
- Сви сте заражени (1999, You Are All Diseased)
- Жаљење и кукање (2001, Complaints and Grievances)
- Живот је вредан губљења (2005, Life Is Worth Losing)
- То је лоше за тебе (2008, It's Bad for Ya)

## Утицаји
Карлинови утицаји обухватају Дени Кеј, Џонатан Винтерс, Ленија Бруса, Ричарда Прајора, Николаса и Меј, Џерија Луиса, Браће Маркс, Морта Сала, Спајка Џонса, Ернија Ковача, и Риц браћу.

## Радови

### Дискографија
Главни део
- 1963: Burns and Carlin at the Playboy Club Tonight
- 1967: Take-Offs and Put-Ons
- 1972: FM & AM
- 1972: Class Clown
- 1973: Occupation: Foole
- 1974: Toledo Window Box
- 1975: An Evening with Wally Londo Featuring Bill Slaszo
- 1977: On the Road
- 1981: A Place for My Stuff
- 1984: Carlin on Campus
- 1986: Playin' with Your Head
- 1988: What Am I Doing in New Jersey?
- 1990: Parental Advisory: Explicit Lyrics
- 1992: Jammin' in New York
- 1996: Back in Town
- 1999: You Are All Diseased
- 2001: Complaints and Grievances
- 2006: Life Is Worth Losing
- 2008: It's Bad for Ya
- 2016: I Kinda Like It When a Lotta People Die[12]

Компилације
- 1978: Indecent Exposure: Some of the Best of George Carlin
- 1984: The George Carlin Collection
- 1992: Classic Gold
- 1999: The Little David Years

### Филм
| Година | Наслов                           | Улога                   | Напомене                           |
| ------ | -------------------------------- | ----------------------- | ---------------------------------- |
| 1968   | With Six You Get Eggroll         | Herbie Fleck            |                                    |
| 1976   | Car Wash                         | Taxi Driver             |                                    |
| 1979   | Americathon                      | Наратор                 |                                    |
| 1987   | Outrageous Fortune               | Frank Madras            |                                    |
| 1989   | Bill & Ted's Excellent Adventure | Rufus                   |                                    |
| 1990   | Working Tra$h                    | Ralph Sawatzky          | Телевизијски филм                  |
| 1991   | Bill & Ted's Bogus Journey       | Rufus                   |                                    |
| 1991   | The Prince of Tides              | Eddie Detreville        |                                    |
| 1995   | Streets of Laredo                | Billy Williams          | 3 епизоде                          |
| 1999   | Dogma                            | Cardinal Ignatius Glick |                                    |
| 2001   | Jay and Silent Bob Strike Back   | Hitchhiker              |                                    |
| 2003   | Scary Movie 3                    | Architect               |                                    |
| 2004   | Jersey Girl                      | Bart Trinké             |                                    |
| 2005   | The Aristocrats                  | Himself                 |                                    |
| 2005   | Tarzan II                        | Zugor                   | Voice                              |
| 2006   | Аутомобили                       | Fillmore                | Voice                              |
| 2007   | Happily N'Ever After             | Wizard                  | Voice                              |
| 2020   | Bill & Ted Face the Music        | Rufus                   | Постхумно издање; archival footage |

### Телевизија
| Година     | Наслов                                  | Улога                  | Напомене                         |
| ---------- | --------------------------------------- | ---------------------- | -------------------------------- |
| 1962       | The Tonight Show                        | Он сам                 | 1 епизода                        |
| 1965       | The Merv Griffin Show                   | Он сам                 | 1 епизода                        |
| 1966       | The Jimmy Dean Show                     | Он сам                 | 2 епизоде                        |
| 1966       | The Kraft Summer Music Hall             | Н/Д                    | Писац                            |
| 1966       | That Girl                               | George Lester          | Епизода: "Break a Leg"           |
| 1967–1971  | The Ed Sullivan Show                    | Он сам                 | 11 епизоде                       |
| 1968       | The Smothers Brothers Comedy Hour       | Он сам                 | 1 епизода                        |
| 1969       | What's My Line?                         | Он сам                 | 1 епизода                        |
| 1969       | The Game Game                           | Он сам                 | 1 епизода                        |
| 1969       | The Carol Burnett Show                  | Он сам                 | 1 епизода                        |
| 1971–1973  | The Flip Wilson Show                    | Он сам                 | 6 епизоде такође писац           |
| 1972       | The Mike Douglas Show                   | Он сам                 | 1 епизода                        |
| 1977       | Welcome Back, Kotter                    | Wally 'The Wow' Wexler | Епизоде: "Radio Free Freddie"    |
| 1975, 1984 | Saturday Night Live                     | Домаћин                | Епизоде: 1 и 183                 |
| 1987       | Nick at Nite                            | Н/Д                    |                                  |
| 1988       | Justin Case                             | Justin Case            | TV филм у режији Блејка Едвардса |
| 1991–1996  | Thomas & Friends                        | наратор (глас)         | 104 епизоде                      |
| 1991–1993  | Shining Time Station                    | Mr. Conductor, наратор | 45 епизоде                       |
| 1995       | Shining Time Station: Once Upon a Time  | Mr. Conductor, наратор | Телевизијски филм                |
| 1995       | Shining Time Station: Second Chances    | Mr. Conductor, наратор | Телевизијски филм                |
| 1995       | Shining Time Station: One of the Family | Mr. Conductor, наратор | Телевизијски филм                |
| 1995       | Streets of Laredo                       | Billy Williams         | 3 епизоде                        |
| 1995       | Shining Time Station: Queen for a Day   | Mr. Conductor          | Телевизијски филм                |
| 1994–1995  | The George Carlin Show                  | George O'Grady         | 27 епизоде                       |
| 1996       | Mr. Conductor's Thomas Tales            | Mr. Conductor, наратор | 6 епизоде                        |
| 1999       | Storytime with Thomas                   | Mr. Conductor, наратор | 2 епизоде                        |
| 1998       | The Simpsons                            | Munchie (глас)         | епизоде „D'oh-in in the Wind”    |
| 1999, 2004 | The Daily Show                          | Himself                | 3 епизоде                        |
| 2000       | MADtv                                   | Mr. Conductor          | епизоде: 518 & 524               |
| 2004       | Inside the Actors Studio                | Himself                | 1 епизода                        |
| 2008       | Cars Toons: Mater's Tall Tales          | Fillmore (глас)        | 1 епизода; архивски снимци       |

### Видео игре
| Година | Наслов | Улога    |
| ------ | ------ | -------- |
| 2006   | Cars   | Fillmore |

### специјали
| Специјал                          | Година | Напомене                                                      |
| --------------------------------- | ------ | ------------------------------------------------------------- |
| On Location: George Carlin at USC | 1977   |                                                               |
| George Carlin: Again!             | 1978   |                                                               |
| Carlin at Carnegie                | 1982   |                                                               |
| Carlin on Campus                  | 1984   |                                                               |
| Playin' with Your Head            | 1986   |                                                               |
| What Am I Doing in New Jersey?    | 1988   |                                                               |
| Doin' It Again                    | 1990   |                                                               |
| Jammin' in New York               | 1992   |                                                               |
| Back in Town                      | 1996   |                                                               |
| George Carlin: 40 Years of Comedy | 1997   |                                                               |
| You Are All Diseased              | 1999   |                                                               |
| Complaints and Grievances         | 2001   |                                                               |
| Life Is Worth Losing              | 2005   |                                                               |
| All My Stuff                      | 2007   | Сет чаплинових првих 12 самосталних специјала (искључујући ). |
| It's Bad for Ya                   | 2008   |                                                               |
| Commemorative Collection          | 2018   |                                                               |

### Писани радови
| Књига                                    | Година | Напомене                                        |
| ---------------------------------------- | ------ | ----------------------------------------------- |
| Sometimes a Little Brain Damage Can Help | 1984   | 0-89471-271-3                                   |
| Brain Droppings                          | 1997   | 0-7868-8321-9                                   |
| Napalm and Silly Putty                   | 2001   | 0-7868-8758-3                                   |
| When Will Jesus Bring the Pork Chops?    | 2004   | 1-4013-0134-7                                   |
| Three Times Carlin: An Orgy of George    | 2006   | 978-1-4013-0243-6 Збирка три претходна наслова. |
| Last Words                               | 2009   | 1-4391-7295-1 Постхумно издање.                 |

### Audiobooks
- Brain Droppings
- Napalm and Silly Putty
- More Napalm & Silly Putty
- George Carlin Reads to You (Compilation of Brain Droppings, Napalm and Silly Putty, and More Napalm & Silly Putty)
- When Will Jesus Bring the Pork Chops?